# بوبي هيوز (لاعب كرة قاعدة)
بوبي هيوز (بالإنجليزية: Bobby Hughes)‏ هو لاعب كرة قاعدة أمريكي، ولد في 10 مارس 1971 في بربانك في الولايات المتحدة.

## وصلات خارجية
- بوبي هيوز على موقعبيزبول رفرنس.كوم (الدوري الرئيسي) (الإنجليزية)
- بوبي هيوز على موقعبيزبول رفرنس.كوم (الدوري الثانوي) (الإنجليزية)